# Janusz Woda
Janusz Woda (ur. 4 maja 1938 w Bydgoszczy) – polski szachista, sędzia klasy międzynarodowej i działacz szachowy.

## Życiorys
Z zawodu jest matematykiem, ukończył studia na Wydziale Matematyczno-Fizyczno-Chemicznym Uniwersytetu im. Adama Mickiewicza w Poznaniu. Od początku lat 60. XX w. udziela się w polskim środowisku szachowym. Od 1964 roku zorganizował ponad 300 turniejów i imprez szachowych, w tym również o zasięgu międzynarodowym. W 1987 otrzymał tytuł sędziego klasy międzynarodowej, jest również szachowym instruktorem. W 2000 otrzymał tytuł członka honorowego Polskiego Związku Szachowego. Przez trzy kadencje był Prezesem Okręgowego Związku Szachowego w Poznaniu, obecnie drugą kadencję pełni funkcję Prezesa Wielkopolskiego Związku Szachowego.
W dniu 20 listopada 2004 (pokonując Przemysława Gdańskiego) został wybrany na stanowisko Prezesa Polskiego Związku Szachowego, funkcję tę pełnił do 29 listopada 2008.
Posiada I kategorię szachową. Syn Janusza Wody, Jacek, był w latach 80. czołowym juniorem kraju (m.in. dwukrotnym mistrzem Polski w kategorii do 20 i 23 lat).